# كريستين هنتر
كريستين هنتر (بالإنجليزية: Kristin Hunter) (12 سبتمبر 1931 - 14 نوفمبر 2008)؛ روائية أمريكية. درست في جامعة بنسيلفانيا.

## الجوائز
- الجوائز الأميركية للكتاب